# Lista över fornborgar i Skåne
Lista över de 5 fornborgar i Skåne som upptas i Fornminnesregistret, och en plats som enligt lokal tradition skall ha haft en fornborg.
| Namn                         | Koordinat                                     | RAÄ-nummer  | bild | kommentar |
| ---------------------------- | --------------------------------------------- | ----------- | ---- | --- |
| Borgeby vikingatida ringborg | 55°45′05″N 13°02′15″Ö / 55.75134°N 13.03751°Ö | 66          | b    | |
| Borren                       | 55°29′58″N 13°19′04″Ö / 55.49933°N 13.31778°Ö | 5:1         |      | |
| Hälleberga backe             | 56°10′07″N 13°56′48″Ö / 56.16864°N 13.94666°Ö | 1:1(2)      |      | Hälleberga backe ligger i Gumlösa socken, Hässleholms kommun. Borgen är 330 × 200 meter stor och belägen på en bergs- och moränhöjd, 40–55 meter över havet, och begränsas av branta slänter och stup samt stenvallar. I norr finns en cirka 140 meter lång terrassmur, 3–5 meter bred och 0,3–0,5 meter hög, som i öster övergår i en cirka 60 meter lång stenröjd terrass. Här löper även en annan terrassmur, 55 meter lång terrassmur, 2–3 meter bred och 0,2–0,3 meter hög. Den södra muren är cirka 95 meter lång, 3–5 meter bred och 0,3–0,5 meter hög. Slutligen finns en mur i sydväst, som är 50 meter lång, 2–4 meter bred och 0,3 meter hög. Det finns två ingångar till borgen, en i norr och en i söder. På borgplatån finns ett delvis konstgjort kärr, cirka 45 x 10 meter stort och 1,5 meter djupt. Borgen har daterats till 440–780 e.Kr., dvs. folkvandringstiden - vendeltid. Carl von Linné besökte Hälleberga backe under sin skånska resa. |
| Stenshuvuds fornborg         | 55°39′47″N 14°16′24″Ö / 55.66307°N 14.27327°Ö | Mellby 37:1 |      | Fornborgen på Stenshuvud upptäcktes 1968. Borgen ligger i Södra Mellby socken, Simrishamns kommun. Den är 280 × 270 meter stor, belägen på bergets norra del och begränsas av branta stup i norr, öster, sydost och sydväst och av en jord- och stenvall i söder, där berget är mera långsluttande. Även i nordväst och väster, där det finns en ravin, finns en vall. Den södra vallen är sammanlagt 200 meter lång, 4–7 meter bred (delvis utrasad) och 0,8–1,5 meter hög och består av jord, kantiga stenar och enstaka upp till meterstora stenblock. I ravinen i nordväst finns rester av en 35 meter lång, 5 meter bred och 0,6–1,2 meter hög stenmur som mot söder fortsätter i en terrass, 60 meter lång, 2–3 meter bred och 0,5 meter hög. I borgens södra del finns en stensättning. Borgen har daterats till 518, dvs folkvandringstiden. |
| Vikingaborgen i Trelleborg   | 55°22′34″N 13°08′52″Ö / 55.37605°N 13.14782°Ö | 48          |      | Borgen är delvis rekonstruerad. |
| Duckarps gamla tomt          | 55°58′27″N 13°50′40″Ö / 55.97422°N 13.84435°Ö | 7:1         |      | Enligt lokal tradition skall det ha legat en fornborg i Äsphults socken, Kristianstads kommun, men det finns inga rester från den och inga belägg för detta förutom en fornlämningsuppteckning 1624. Enligt RAÄ finns det en välbevarad gårdstomt på platsen nu. |